# David Day
David Day (* 14. Oktober 1947 in Victoria, Vancouver Island) ist ein kanadischer Autor, der vor allem durch seine Sachbücher über das Leben und Werk von J. R. R. Tolkien bekannt geworden ist.

## Leben und Wirken
Nach der Schulzeit in Victoria, British Columbia, arbeitete Day für fünf Jahre als Holzfäller auf Vancouver Island. Anschließend bereiste er Europa, vor allem Griechenland, wo er seinen ersten Gedichtband mit dem Titel The Cowichan verfasste. Er lebte auch einige Zeit in London.
Days Hauptaugenmerk gilt dem Leben und dem literarischen Werk von Tolkien. Zu seinen Büchern über das Thema gehören Tolkien Bestiary (1978), The Tolkien Companion (1993), Tolkien’s Ring (1994), The Hobbit Companion (2000), Tolkien: The Illustrated Encyclopedia (2000) und Tolkien’s World (2002).
Day schrieb daneben Kinderbücher und Sachbücher über Ökologie sowie über ausgestorbene und gefährdete Tiere. In seinem Buch The Doomsday of Animals (1981) beschreibt er ausgestorbene Wirbeltiere und Pflanzen, von denen einige zum ersten Mal illustriert wurden. Prince Philip, Duke of Edinburgh schrieb dazu das Vorwort. In ihrer Kritik schrieb die Zeitschrift New Scientist:

„David Day schreibt Naturgeschichte von seltener Qualität, und die Bilder und Zeichnungen sind überragend.“

In den Jahren 1995/1996 wurde das Buch zur Grundlage der Fernsehreihe Lost Animals (deutsch: Tiere, die es einmal gab, 1999). In 100 rund fünfminütigen Episoden wurden Tiere wie der Berberlöwe, die Karibische Mönchsrobbe, der Syrische Wildesel, der Karolinasittich oder der Balitiger vorgestellt, die während des 20. Jahrhunderts ausstarben. 1984 erschien mit Castles das erste von fünf Büchern, das von Oscarpreisträger Alan Lee (Szenenbildner der Herr-der-Ringe-Filmtrilogie) illustriert wurde. Sein Buch Eco Wars (1989) porträtiert Umwelt- und Tierschutzaktivisten wie Dian Fossey oder Chico Mendes, die wegen ihrer Überzeugung ermordet wurden. Das Buch The Whale War (1987) war die Grundlage für eine gleichnamige Fernsehdokumentation aus dem Jahre 1993.
Day ist Mitglied der League of Canadian Poets und der Writers’ Union of Canada.

## Werke

### Gedichtsbände
- The Cowichan (1975).
- Many Voices: An Anthology of Contemporary Canadian Indian Poetry (mit Marilyn Bowering) (1977) ISBN 0-88894-134-X.
- The Scarlet Coat Serial (1981) ISBN 0-88878-135-0.
- The Animals Within (1984) ISBN 0-920806-61-9.
- Gothic (1986) (mit Illustrationen von Alan Lee) ISBN 978-0-920428-05-4.
- The Visions and Revelations of St. Louis the Metis (1997) ISBN 1-895449-64-2.
- Just Say 'No' to Family Values (1997) ISBN 1-55096-162-4.

### Naturgeschichte und Ökologie
- The Doomsday Book of Animals (1981) ISBN 0-670-27987-0 (mit Illustrationen von Mick Loates, Tim Bramfitt, Peter Hayman, Maurice Wilson)
- The Whale War (1987) ISBN 0-87156-775-X
- The Eco Wars: True Tales of Environmental Madness (1989) auch unter dem Titel The Environmental Wars: Reports from the Front Line (1990) veröffentlicht ISBN 0-312-04418-6
- The Encyclopedia of Vanished Species (1989) (Überarbeitete Auflage von The Doomsday Book of Animals) ISBN 0-947889-30-2
- Noah’s Choice (1990) ISBN  978-0-670-80669-0
- The Complete Rhinoceros (1994) ISBN 978-0-9516342-6-4
- Nevermore: A Book of Hours (2012) ISBN 978-1-926802-68-8
- Antarctica (2013) ISBN 978-0-19-986145-3

### Fantasy und Mythologie
- The Burroughs Bestiary (1978) ISBN 0-450-03442-9
- A Tolkien Bestiary (1978) (deutsch: J. R. R. Tolkiens fantastische Welt, 1980) ISBN 0-345-28283-3
- Castles (1984) (mit Illustrationen von Alan Lee) ISBN 0-07-037280-2
- Tolkien: The Illustrated Encyclopedia (1992) (deutsch: Tolkien – Eine illustrierte Enzyklopädie, 1992) ISBN 0-02-533431-X
- A to Z of Tolkien (1993) auch unter den Titeln The Tolkien Companion und Guide to Tolkien veröffentlicht ISBN 1-57145-878-6
- Tolkien’s Ring (1994) (mit Illustrationen von Alan Lee) ISBN 0-261-10298-2
- The Search for King Arthur (1995) auch unter dem Titel The Quest for King Arthur (1996) veröffentlicht (deutsch: Auf der Suche nach König Artus, 1996) ISBN 0-8160-3370-6
- The Hobbit Companion (1997) (deutsch: Das Buch von den Hobbits, 1998) ISBN 1-57036-391-9
- Tolkien’s World (2002) (deutsch: Tolkiens Welt. Die mythologischen Quellen des "Herrn der Ringe", 2003) ISBN 0-517-22317-1

### Geschichte
- History and Literature: Sound Heritage Anthology Series (Hrsg.) (1975)
- Myth and the Mountains: Sound Heritage Anthology Series (Hrsg.) (1976)
- Men of the Forest: Sound Heritage Anthology Series (Hrsg.) (1977)
- Alice’s Adventures in Wonderland Decoded (2015)

### Kinderbücher
- The Emperor’s Panda (1986) ISBN 0-396-09036-2
- The Swan Children (1989) ISBN 0-8249-8461-7
- The Sleeper (1990) ISBN 0-8249-8456-0
- Aska’s Animals (1991) ISBN 0-385-25315-X
- The Big Lie (1991) auch unter dem Titel The Walking Catfish veröffentlicht ISBN 0-02-726360-6
- Aska’s Birds (1992) ISBN 0-385-25388-5
- The Wolf Children (1991) ISBN 978-1-85340-115-2
- The King of the Woods (1993) ISBN 0-02-726361-4
- Tippu (1993) ISBN 0-8120-6498-4
- Aska’s Sea Creatures (1994) ISBN 0-385-32107-4

### Fernsehen, Film, Hörfunk und Theater
- The Scarlet Coat – Bühnenstück (1984)
- The Lost – Hörfunk (1984)
- Gothic – Bühnenstück (1988/2003)
- The Emperor’s Panda – Bühnenstück (1988)
- First Step – Film
- Noah’s Choice – Fernsehen (1990)
- Still Life at the Penguin Cafe – Ballett (1993)
- The Whale War – ITV-Dokumentation (1993)
- Lost Animals – hundertteilige Fernsehserie (gesprochen von Greta Scacchi) (1995/1996), (deutsch: Tiere, die es einmal gab, 1999)
- Just Say 'No' to Family Values – Gedichte und Jazz (1998)
- Arthur I & Arthur II – Ballette (2000)

## Kritik
Innerhalb der Tolkien Studies und der Tolkien-Community sind Days Tolkien-Bücher zahlreichen kritischen Anfragen ausgesetzt. Der Vorwurf lautet vielfach, seine Bücher seien an zahlreichen Stellen sehr ungenau, zum Teil geht er mit den Stoffen sehr kreativ um. Zudem gibt er in seinen Tolkien-Büchern keine Primärreferenzen zu Tolkiens Büchern an. Seine Tolkien-Bücher befinden sich nicht auf der Liste der von der Tolkien Society empfohlenen Bücher über Tolkien.